# Β遮断薬中毒
β遮断薬中毒（ベータしゃだんやくちゅうどく、英: Beta blocker toxicity）は、β遮断薬である医薬品を偶然または故意に過剰に摂取することによりおこる中毒である。これにより徐脈や低血圧になることがよくある。一部のβ遮断薬には不整脈や低血糖を引き起こすものもある。一般的に、過剰摂取から2時間以内に症状がみられるが、医薬品の種類によっては20時間経過するまで症状が現れない場合もある。即放性製剤を服用してから6時間後に症状がなければ、医学的に中毒の影響はないとされる。
β遮断薬には、メトプロロール、ビソプロロール、カルベジロール、プロプラノロール、ソタロールなどがある。心電図をとるとPR間隔の変化とQRS幅増大がみられる場合がある。β遮断薬の血中濃度を測定することは役に立たない。似た症状をおこす可能性のある疾患には、カルシウムチャネル遮断薬毒性、急性冠症候群、高カリウム血症などがあげられる。
摂取直後の中毒の場合に行われる治療には薬物の吸収を減らすために活性炭が経口投与される。徐放性製剤による中毒の場合には経口腸管洗浄剤が使用される。嘔吐をさせることは推奨されない。中毒の治療に用いられる医薬品には、点滴静脈注射、炭酸水素ナトリウム、グルカゴン、高容量のインスリン、血管収縮薬、脂肪乳剤などがあげられる。体外式膜型人工肺や心臓ペーシングも選択肢にあげられる。一部のβ遮断薬は人工透析によって除去できる。
β遮断薬中毒は比較的まれであるが、カルシウム拮抗剤やジゴキシンと並んで、過剰摂取による死亡率が高い薬の一つである。β遮断薬が最初に入手可能になったのは1960年代から1970年代である。